# Wunderteam

Il Wunderteam austriaco alla Coppa Rimet 1934

Wunderteam (ˈvʊndɐˌtiːm; Squadra delle meraviglie) è il nome dato alla nazionale maschile di calcio austriaca degli anni trenta, una delle più forti dell'epoca.
La squadra, allenata da Hugo Meisl, aveva come capitano e stella Matthias Sindelar, campione conosciuto anche con i soprannomi Mozart del pallone o cartavelina (Der Papierene), per la conformazione fisica. Lo stile di gioco era basato sulla scuola scozzese, incentrata su veloci passaggi, introdotta dall'inglese Jimmy Hogan.

## Risultati
Nei primi anni trenta il Wunderteam inanellò una serie di 14 risultati utili consecutivi, tra l'aprile del 1931 e il dicembre 1932. Questa serie di risultati permise all'Austria di vincere la seconda edizione della Coppa Internazionale, considerata l'antenata dei moderni campionati europei.
Il Wunderteam si presentò al campionato del mondo 1934, disputato in Italia, come una delle favorite. Negli ottavi di finale la squadra austriaca sconfisse la Francia per 3-2 ai tempi supplementari) mentre nei quarti ebbe la meglio sull'Ungheria per 2-1. In semifinale, però, dovette cedere 1-0 ai padroni di casa dell'Italia, che si laurearono in seguito campioni del mondo. La finale per il 3º posto venne vinta dalla Germania con il punteggio di 3-2.
La morte di Hugo Meisl nel 1937 segnò la fine del Wunderteam. La squadra si qualificò per il campionato del mondo 1938, ma si ritirò in seguito all'annessione dell'Austria alla Germania nazista. Molti giocatori austriaci furono costretti a giocare per la maglia tedesca, ma la squadra "mista" deluse le attese e non superò il primo turno. Matthias Sindelar, che non indossò mai la divisa tedesca, morì nel 1939 in circostanze che da allora alimentano speculazioni.

### Rosa alla Coppa Rimet 1934
|                                                          |                                                | Portieri Rudolf Hiden Peter Platzer   |                                                 |                             |
|                                                          | Centrale destro Roman Schramseis Karl Rainer   |                                       | Centrale sinistro Josef Blum Karl Sesta         |                             |
|                                                          | Centrocampista destro Georg Braun Johann Mock  | Mediano Josef Smistik Leopold Hofmann | Centrocampista sinistro Karl Gall Walter Nausch |                             |
| Esterno destro Karl Zischek                              | Interno destro Josef Bican Friedrich Gschweidl | Punta centrale Matthias Sindelar      | Interno sinistro Anton Schall                   | Esterno sinistro Adolf Vogl |
| Commissario tecnico: Hugo Meisl, Allenatore: Jimmy Hogan |                                                |                                       |                                                 |                             |